# Лебяжье (Омская область)
Лебя́жье — деревня в Называевском районе Омской области. Входит в состав Князевского сельского поселения.

## История
Основана в 1650 году. В 1928 году село состояло из 371 хозяйства, основное население — русские. В административном отношении являлось центром Лебяжьевского сельсовета Исилькульского района Омского округа Сибирского края.

## Население
| 1926 | 2002 | 2010 |
| ---- | ---- | ---- |
| 1668 | ↘236 | ↘116 |

## Улицы
- ул. Восточная,
- ул. Рабочая,
- ул. Центральная.